# پامپلین میوزیک
پامپلین میوزیک (انگلیسی: Pamplin Music) یک ناشر موسیقی در سبک موسیقی مسیحی بود که در سال ۱۹۹۵ توسط رابرت بی. پامپلین تأسیس شد. این ناشر در طول سال‌های فعالیت از لیبل‌های متفاوتی استفاده می‌کرد. در سال ۲۰۰۱ این ناشر منحل شد.